# Hagen (Delbrück)
Hagen is een dorp in de Duitse gemeente Delbrück, deelstaat Noordrijn-Westfalen, en telde 2.536 inwoners per 31 december 2019. Het bestaat uit het dorp Südhagen en uit het gehucht Nordhagen (verspreid liggende boerderijen).
In het dorp zijn twee van de meubelfabrieken van de gemeente Delbrück gevestigd.
Aan de provinciale weg van Südhagen westwaarts richting Lippstadt ligt Das gastliche Dorf, dat uit enige elders afgebroken en hier zorgvuldig herbouwde boerderijen bestaat, hoofdzakelijk uit de 18e eeuw. Het bijbehorende restaurant is door de covid-19-crisis in 2020 gesloten.

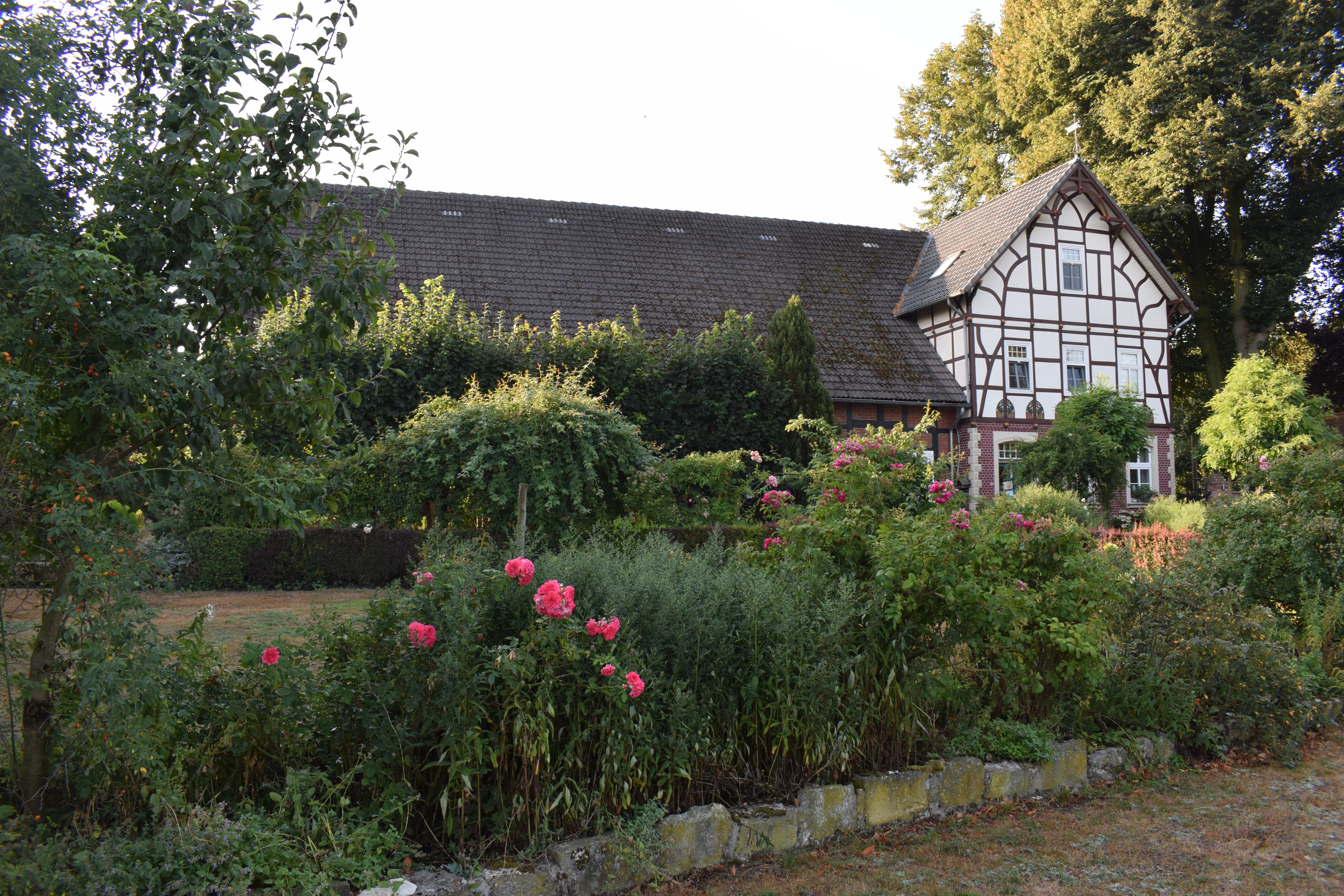
Boerderij te Nordhagen